# Токитура
Токитура или топитура (рум. tochitură, topitură, от слова a topi — «плавиться, растворяться») — традиционное блюдо румынской и молдавской кухни. В его составе тушеное мясо, возможно с добавлением субпродуктов, колбас. Подаётся с гарниром из мамалыги, яйцами-пашот и сыром «burduf» или тертым телемя сверху, в сочетании с соленьями и чесночным соусом муждей.
Существует несколько разновидностей токитуры:
- Токитура молдавская (Tochitură moldovenească) содержит свинину, копченые колбаски, ребрышки и копченый бекон. Её подают с мамалыгой, сверху кладут отварной картофель, яйца-пашот и сыр[3].
- Токитура трансильванская (Tochitură ardelenească)[4].
- Токитура по-олтянски (Tochitură oltenească) готовится из небольших кусочков свиной ножки, обжаренных на сале, к которым в конце добавляют мелко нарезанный лук, их вместе обжаривают, после чего добавляют томатный бульон и тушат с солью, перцем, чесноком, острым перцем и белым вином. Блюдо подается горячим с гарниром из мамалыги[5][6].
- Токитура мокэняска (Tochitură mocănească) в своем составе, помимо свинины и колбасы, содержит печень, и подается с таким же гарниром[7].
- Токитура по-крестьянски (Tochitură țărănească) готовится из свинины, копченых колбас, куриной грудки, печени, грибов (шампиньонов или желтых грибов), лука, чеснока, томатного бульона, специй (соль, перец, острый перец). Подается горячей, с рубленой зелёной петрушкой и мамалыгой.